# Klaws
Klaws est un groupe belge de nu metal. Klaws est initialement formé en 1995 sous le nom de Black Fusion, avant de se rebaptiser Klaws en 2000.

## Historique
Klaws est initialement formé en 1995 sous le nom de Black Fusion. Le groupe se rebaptise Klaws en 2000, et publie deux démos entre 2000 et 2002. Deux ans plus tard, en 2004, sort l'EP de cinq titres intitulé Klaws.
Au début de 2005, Klaws met en ligne son nouveau site web. Klaws participe au Raismesfest le 20 mai 2006. En février 2007, Klaws publie sur son Myspace le titre Perdre le contrôle, issu de la "démo" homonyme. En octobre 2008, ils sont annoncés au Rock or Ride Fest, avec notamment Unswabbed, Do or Die et Tagada Jones.
En septembre 2010, ils participent de nouveau au Raismesfest, aux côtés notamment d'Eluveitie et Die Apokalyptischen Reiter.

## Membres
- Christophe Payen - chant, guitare
- Alexandre Beâtre - guitare
- Christophe Minon - batterie
- Maxime Heyez - basse